# Peleng (Indonesien)
Peleng (Pulau Peleng) är en ö öster om Sulawesi i Indonesien med en yta på 2406 km², belägen mellan Bandasjön och Molucksjön. De största städerna på ön är Basiano och Bonganang. Peleng är den största av Banggaiöarna.